# フォークランド・アイランド・ウォーマー
フォークランド・アイランド・ウォーマーとは、リキュールをベースとするカクテルであり、温かいタイプのロングドリンクに分類される。

## レシピ
- ドランブイ ＝ 30ml
- レモン・ジュース ＝ 10ml
- 粉砂糖 ＝ 2分の1tsp
- 熱湯 ＝ 適量

### 作り方
ホルダーを付けたタンブラー（耐熱ガラス製、容量240ml程度）にドランブイ、レモン・ジュース、砂糖を入れ、そこに熱湯を注いでグラスを満たし、ステアすれば完成である。

### 備考
- レモン・ジュースは、その場でレモンを絞ったものを使用するのがベストであるが、市販のジュースを用いても良い。
- ドランブイなどを注ぎ入れる前に、予めグラスを温めておくのが望ましい。
- 出来上がりの温度が下がるため、通常、砂糖の代わりにシュガー・シロップは用いられない。また、シュガー・シロップは、砂糖の溶け残りを嫌って使用されるわけだが、熱湯を注いだ時に粉砂糖は溶けてくれるので、その意味でもシュガー・シロップを使う利点がない。

## 主な参考文献
- 山崎 博正 『カクテル百科』 成美堂出版 1989年5月20日発行 ISBN 4-415-03521-3